# Joan Ramírez i Montpeó
Joan Ramírez i Montpeó   (Valls, 1908 - Vallirana, 1996) fou un conegut mecànic, ciclista i pilot de motociclisme i d'automobilisme català. Durant la dècada de 1950 fou el creador dels automòbils Orix. Més tard, creà un sistema d'embragatge automàtic per a automòbils d'invàlid (1965) i patentà un dispositiu d'estalvi de combustible (1976), un sistema de servacomandament de l'embragatge (1982) i un adaptador de temperatura de l'oli del motor (1985).

## Resum biogràfic
Joan Ramírez procedia per via materna d'una família molt relacionada amb la indústria ciclista i motociclista: a començaments del segle xx el seu avi, Josep Montpeó, fabricava al carrer Pallars de Barcelona unes bicicletes que guanyaven curses del campionat estatal. A banda, de 1912 a 1929 i durant la dècada de 1940 produí les motos de marca Montpeó a les seves naus del carrer Pere IV, al Poblenou, a més de sidecars, accessoris i bastidors per a altres marques.
Els Montpeó es traslladaren a Sants, on el pare de Joan, Lleonard Ramírez, feia de conserge del velòdrom del carrer Sant Jordi, gestionat per la Unió Esportiva de Sants. Criat en aquest ambient, Joan Ramírez esdevingué un reputat esportista (primer ciclista i després, motociclista) i mecànic. A vint anys ja tenia el seu propi taller al carrer Alcolea, on posava a punt les seves motos i les de pilots com ara Fernando Aranda i Alfredo Flores. Més tard, obrí un altre taller al carrer Càceres, prop d'aquest.
Ramírez va competir amb una Norton i va arribar a inventar un sidecar articulat que permetia inclinar en els viratges. Va disputar diverses vegades la Pujada a la Rabassada. Practicà també l'automobilisme i guanyà diversos premis, a més de gaudir de gran prestigi com a preparador de cotxes. Va tenir entre d'altres un Bugatti 35, un Nacional-Pescara i un Ricart de competició (amb el dissenyador i fabricant del qual, Vilfred Ricart, va mantenir certa amistat). En acabar la guerra civil espanyola va comprar, juntament amb el seu germà Lleonard, diversos cotxes gairebé desballestats per a transformar-los a gasogen i llogar-los com a taxis.

### Els Orix

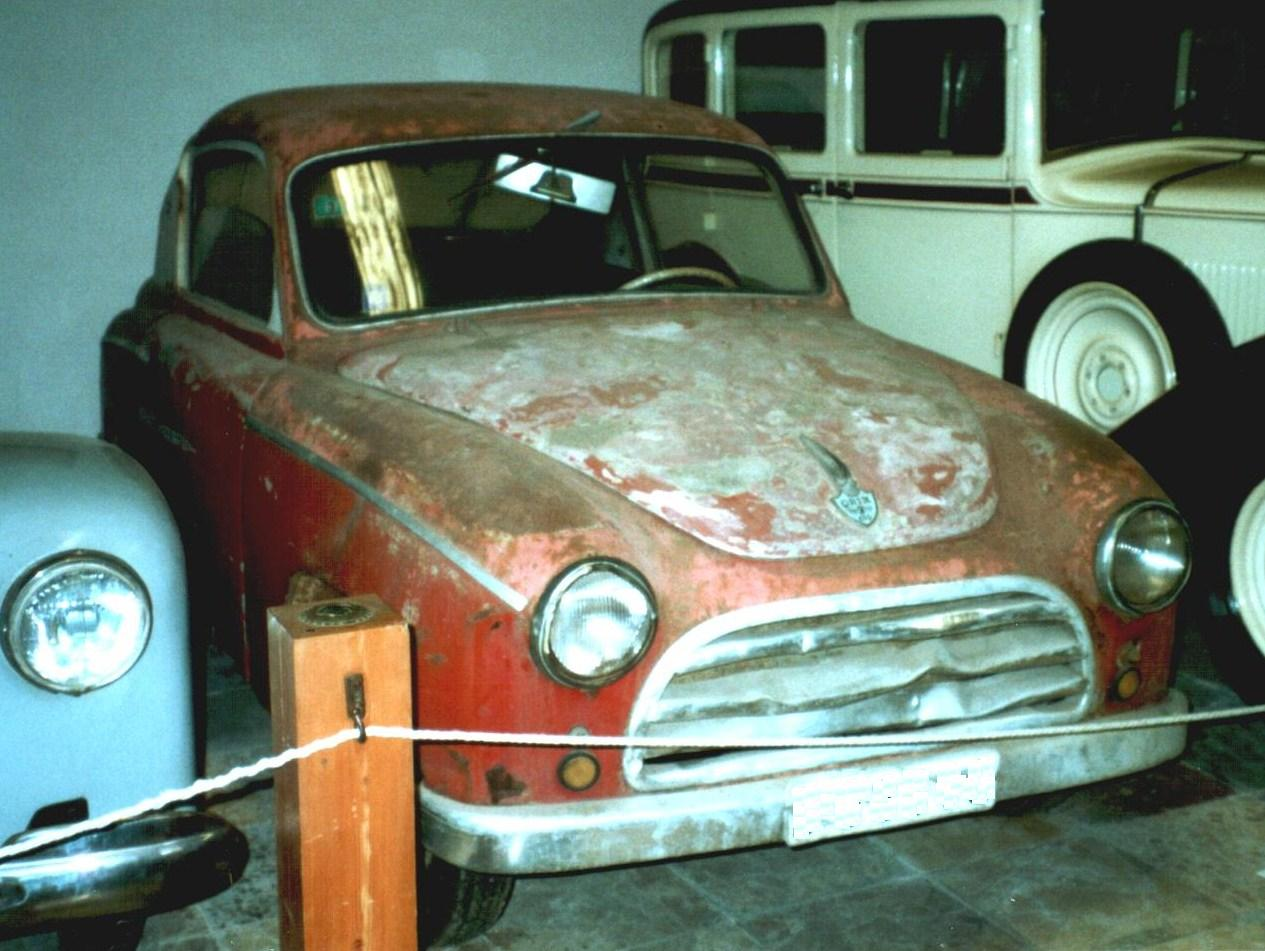
Un cotxe Orix dels volts de 1954

El 1950 creà un prototipus d'automòbil que acabà presentant el 1952 amb el nom d'Orix, equipat amb motor posterior de 600 cc i quatre places, de caràcter esportiu. Els Orix els anà millorant i fabricant sota encàrrec, de forma artesanal, fins al 1954 en què abandonà el projecte per manca de rendibilitat.

### Altres invents
A començaments de la dècada de 1960 va aconseguir el finançament dels germans Foix, fabricants d'estufes, per a desenvolupar un embragatge automàtic pensat per a persones amb limitacions físiques. Instal·lat amb èxit als Seat 600 i 850, principalment, el va comercialitzar sota el nom d'Autoembrague Foix. Més tard va idear un economitzador de combustible pel qual es va arribar a interessar la SEAT.